# Мельник Борис Павлович
Мельник Борис Павлович (1941—1994) — український господарник і політик, Народний депутат України 1-го скликання.

## З життєпису
Народився 9 жовтня 1941 року (с. Серби, Кодимський район, Одеська область) в сім'ї робітника; українець; був одружений; мав дітей.
Освіта: Одеський інститут народного господарства, економіст.
Народний депутат України 12-го скликання з 03.1990 (2-й тур) до 04.1994 року, Тарутинський виборчий округ № 314, Одеська область. Заступник голови Комісії з питань планування, бюджету, фінансів і цін.
- З 1958 року — коваль, майстер, старший майстер, начальник цеху, старший диспетчер планово-розпорядницького бюро Одеського заводу важкого кранобудування імені Січневого повстання.
- З 1970 року — начальник цеху холодного штампування Одеського заводу імені Петровського.
- З 1972 року — начальник виробництва, Одеського об'єднання «Молмаш».
- З 1973 року — начальник виробничо-диспетчерського відділу, головний інженер, директор заводу «Легмаш», місто Одеса.
- З 1975 року — голова виконавчого комітету, Ленінська районна рада м. Одеси.
- З 1977 року — заступник голови виконавчого комітету Одеської міської ради.
- З 1978 року — директор Одеського заводу обчислювальних машин.
- З 1981 року — директор Одеського ВО «Електронмаш».
- З 1985 року — заступник голови виконавчого комітету Одеської обласної ради; голова планової комісії обласного виконавчого комітету.
- З 1988 року — заступник голови обласного виконавчого комітету, начальник Головного планово-економічного управління.
- З 08.1992 року — заступник Міністра економіки України.

Загинув у дорожньо-транспортній пригоді.

## Нагороди
- Орден Трудового Червоного Прапора,
- Орден Дружби народів.